# Тюрко-иранцы
Тюрко-иранцы или Ирано-тюрки — термин, употребляемый для обозначения различных явлений, относящихся к народностям и странам, которые входят в тюркскую и иранскую группу. 
Также данным термином обозначают азербайджанцев и других тюркоязычных народов, которые проживают на территории Ирана. Таким же термином иногда обозначают представителей иранских народов, которые проживают на территории тюркских стран.